# Rõuge jõgi
Rõuge jõgi (Rõugeån) är ett 26 km långt vattendrag i landskapet Võrumaa i södra Estland. Ån är ett sydligt högerbiflöde till Võhandu jõgi som mynnar i sjön Peipus. Källan ligger vid byn Mõõlu i Rõuge kommun. Därifrån rinner ån norrut och igenom sjösystemet Rõuge järved, småköpingen (estniska: alevik) Rõuge och sjön Kahrila järv. Strax före att den rinner ut i Võhandu jõgi passerar den gränsen till Sõmerpalu kommun.